# Барбара Сарафян
Барбара Сарафян (нід. Barbara Sarafian; нар. 16 квітня 1968, Ґент, Фландрія, Бельгія) — бельгійська акторка вірменського походження.

## Життєпис
Барбара Сарафян народилася у сім'ї фламандки та вірменина. 
Закінчила Королівську консерваторію в Антверпені та Школу акторського мистецтва «Паралакс» у Брюсселі. 
Працювала радіоведучою на «Radio 1» та «Studio Brussel».
У 1998 році деб'ютувала на телебаченні у комедійній програмі «Все може бути краще» (нід. Alles Kan Beter).

## Вибрана фільмографія
| Рік       |    | Українська назва            | Оригінальна назва      | Роль                          |
| --------- | -- | --------------------------- | ---------------------- | ----------------------------- |
| 2019      | с  | Баптист                     | Baptiste               | Марта Горшнер                 |
| 2016—2018 | с  | Професор Т                  | Professor T.           | Еллен Ґійсельбрехт            |
| 2016      | ф  | Вінсент                     | Vincent                | Маріанна                      |
| 2016      | ф  | Всі щасливі                 | Everybody Happy        | Лаура Маріс                   |
| 2014      | с  | У фламандських полях        | In Vlaamse velden      | Вірджіні Босман               |
| 2012      | ф  | Романтичний пивний ресторан | Brasserie Romantiek    | Роза                          |
| 2012      | с  | Клан                        | Clan                   | Єва Ґетальс                   |
| 2012      | ф  | Небеса                      | Hemel                  | Брехті                        |
| 2012      | ф  | Вперед, Едді!               | Allez, Eddy!           | Енджел                        |
| 2011      | ф  | Бовдур                      | Rundskop               | Єва Форрест'є                 |
| 2011      | ф  | Ізабель                     | Isabelle               | Ґіслен                        |
| 2010      | ф  | Маріке, Маріке              | Marieke Marieke        | Жанна                         |
| 2010      | ф  | Божевільний з А.            | Zot van A.             | Лідія Лексенс                 |
| 2010      | с  | Подвійне життя              | Dubbelleven            | Карен Ван Дейк                |
| 2010      | ф  | Кривавий Санта              | Sint                   | мати Франка                   |
| 2009      | с  | Ми з Бельгії                | Wij van België         | Лоренс де Троммон д'Арбанвіль |
| 2009      | ф  | Дівчата                     | Meisjes                | Паскаль                       |
| 2008      | ф  | Зіткнення в Москві          | Aanrijding in Moscou   | Метті                         |
| 2001      | ф  | Безликий                    | The Point Men          | репортерка                    |
| 2000      | ф  | Фортеця 2: Повернення       | Fortress 2: Re-Entry   | журналістка                   |
| 1999      | ф  | Вісім з половиною жінок     | 8½ Women               | Клотільда                     |
| 1995      | ф  | Шлях до смерті              | The Way to Dusty Death | дівчина                       |
| 1994      | кф | Паста!                      | Pasta!                 | Санні                         |